# Gabriela Rothmayerová
Gabriela Rothmayerová (* 14. března 1951 Gelnica) je slovenská spisovatelka a novinářka, bývalá československá politička, po sametové revoluci poslankyně Sněmovny lidu Federálního shromáždění za Komunistickou stranu Slovenska, později za Stranu demokratické levice, v 90. letech poslankyně Slovenské národní rady a Národní rady SR.

## Biografie
Základní a střední vzdělání získala v rodné Gelnici. Maturovala v roce 1969, pak pracovala ve Východoslovenských železárnách v Košicích a později působila jako redaktorka Výchoslovenských novín. V letech 1970-1975 vystudovala Filozofickou fakultu Univerzity Komenského (obor žurnalistika). Po absolvování vysoké školy nastoupila do kulturní rubriky deníku Smena, v letech 1983-1987 zastávala post šéfredaktorky dětského časopisu Ohník, potom byla vedoucí redaktorkou listu Smena na nedeľu.
Ve volbách roku 1990 zasedla do Sněmovny lidu (volební obvod Bratislava) za KSS, která v té době byla ještě slovenskou územní organizací celostátní Komunistické strany Československa (KSČS). Postupně se ale osamostatňovala a na rozdíl od sesterské strany v českých zemích se transformovala do postkomunistické Strany demokratické levice, do jejíhož klubu roku 1991 přešla. Ve Federálním shromáždění setrvala do voleb roku 1992.
Ve volbách v roce 1992 usedla za SDĽ do Slovenské národní rady, která se v roce 1993 po vzniku samostatného Slovenska přetvořila v nejvyšší zákonodárný sbor (Národní rada Slovenské republiky). Zde zasedala do konce funkčního období, tedy do parlamentních voleb na Slovensku roku 1994. Pak se opět vrátila k novinářské profesi. V letech 1994-1997 byla redaktorkou Nedělní Pravdy a v letech 1998-2003 zastávala funkci šéfredaktorky rozhlasové stanice Rádio Devín. Žije v Bratislavě.
Publikovala i beletrii. Jejím debutem byla sbírka povídek Lastovičie hniezdo (1982). Další povídky s ženskou tematikou přinesla sbírka Po prvej skúške (1984). Následovala novela Šťastie je drina (1989) a Tak o čo ide? (2004). Politické zkušenosti shrnula do knihy úvah Zo zápisníka poslankyne (1994). Je rovněž autorkou rozhovorů s politickými osobnostmi Dusno (1997).